# ترخس ميتشلي
ترخس ميتشلي (الاسم العلمي:Trechus mitchellensis) هو نوع من الحشرات يتبع جنس الترخس من فصيلة الخنافس الأرضية.